# Otus jolandae

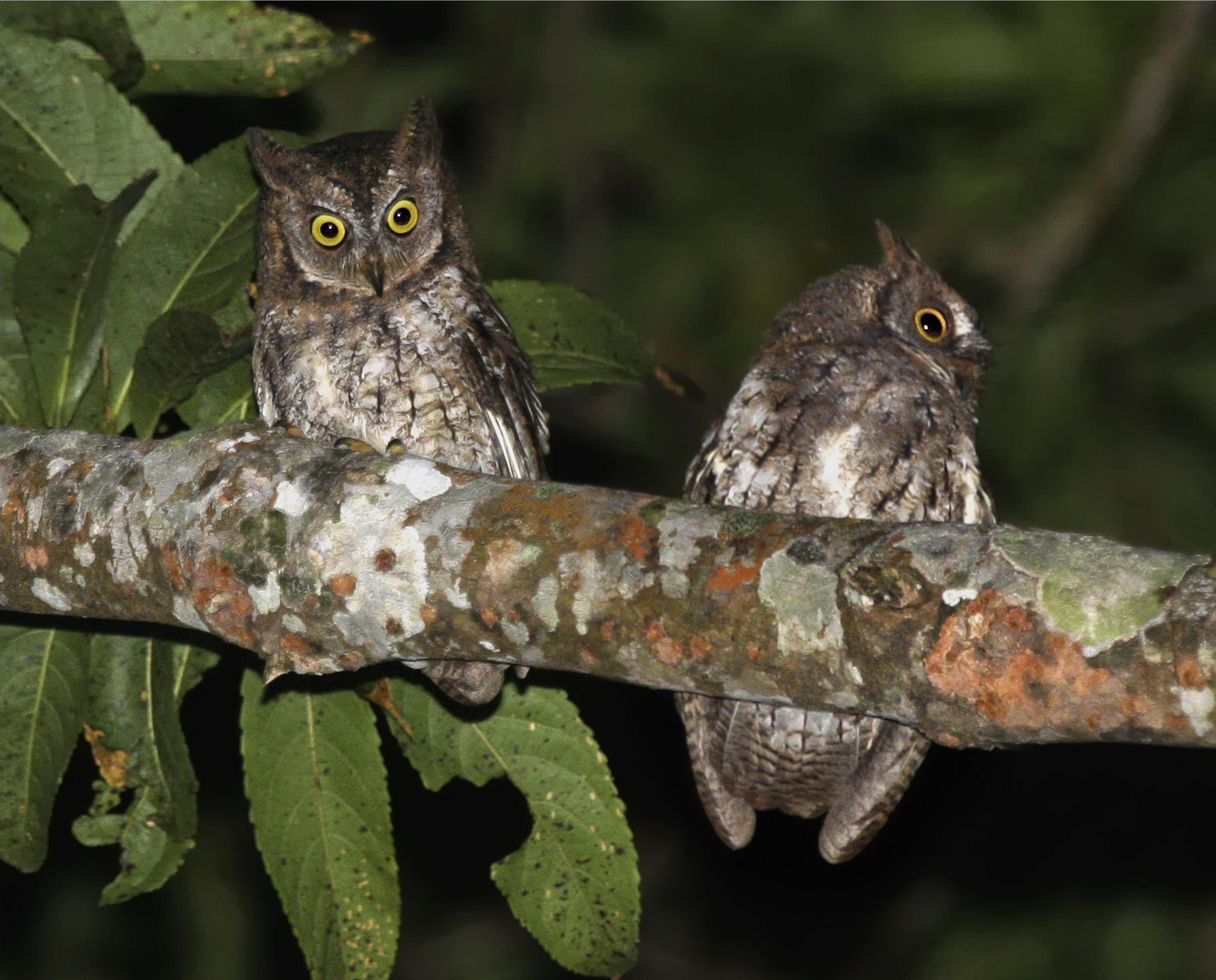
Pareja encaramada en una rama.

El autillo de Rinjani (Otus jolandae) es una  especie de ave estrigiforme de la familia Strigidae nativa de Lombok en las islas menores de la Sonda de Indonesia. Es la única especie endémica de aves de la isla, que fue descubierta por primera vez en septiembre de 2003 y fue descrito formalmente en 2013.

## Etimología
El epíteto específico jolandae fue dedicado a la Dra. Jolanda Luksenburg, una bióloga que codescubrió la especie en 2003. Tanto el nombre común en inglés y el indonesio propuesto (Celepuk Rinjani) refieren al monte Rinjani, el volcán activo de 3700 m que domina Lombok. Los búhos son también conocidos localmente como pok burung, refiriéndose onomatopéyicamente al llamado.

## Descripción e identificación
Al igual que con la mayoría de los otros miembros del género Otus, el autillo de Rinjani es principalmente de color marrón, con moteado en varios tonos de blanco listado oscuro. Es muy similar en aspecto al autillo moluqueño (O. magicus), pero tiene un llamado diferente, un silbido ululante limpio en lugar del ronco y el graznido de O. magicus.

## Historia
El naturalista británico Alfred Hart Everett obtuvo siete especímenes de este búho entre mayo y julio en 1896, quien también pagó a recolectores locales. Sin embargo, en ese momento, el ave no se reconoció como específicamente distinto del autillo moluqueño, que aparece en otros islotes de las islas menores de la Sonda. Los especímenes de Everett se encuentran en el Museo de Historia Natural de Londres (incluyendo el holotipo) y el Museo Americano de Historia Natural.
En septiembre de 2003, George Sangster y Jolanda A. Luksenburg observaron, y grabaron vocalizaciones de autillos en Lombok. En el mismo mes, Ben King hizo lo mismo. De forma independiente, ambas partes concluyeron que los llamados diferían sustancialmente de los de O. magicus y otros autillos asiáticos. En 2008, fotografías y más grabaciones sonoras se obtuvieron por Bram Demeulemeester y Philippe Verbelen. Otra grabación de sonido se obtuvo en agosto de 2011 por Jan van der Laan.
Una comparación detallada de los especímenes de Everett y las grabaciones de sonido posteriores con los de otros autillos encontrados en Wallacea y el archipiélago malayo indicó que los búhos de Lombok constituían una especie no descrita y sirvieron de base para la descripción de 2013.

## Distribución y hábitat
Se limita a la isla de Lombok, donde es la única especie de autillo residente. Es común a escala local dentro del restante hábitat forestal en la isla, gran parte del cual se encuentra dentro del parque nacional de Gunung Rinjani, a altitudes de 25 a 1350 m.